# Wyhl am Kaiserstuhl
Wyhl es un municipio en el distrito de Emmendingen en Baden-Wurtemberg, Alemania.

## Geografía
"En el valle del Rin, en el extremo norte del Kaiserstuhl, entre Selva Negra y Vosgos, rodeado de exuberantes huertos frutales y viejos pomares, está ubicado el municipio Wyhl. Por primera vez Wyhl es mencionado por escrito en el año 926 DC. En un documento el pueblo, en posesión del un noble alemánico, es transferido en ese año al nuevo monasterio de Santa Margarita en Waldkirch en el valle del Elz."

## Historia
"Por primera vez Wyhl es mencionado por escrito en el año 926 DC. En un documento el pueblo, en posesión del un noble alemánico, es transferido en ese año al nuevo monasterio de Santa Margarita en Waldkirch en el valle del Elz. Sin embargo, hallazgos arqueológicos sugieren una historia mucho más antigua. Evidentemente ya existía un asentamiento celta considerable en el territorio del presente municipio Wyhl y, a continuación, hace 2000 años, los romanos se establecieron en el lugar. Incluso el nombre de la localidad Wyhl parece ser de origen romano. Del nombre original "Wila", que se deriva del latín "villae", se formó el  nombre actual Wyhl. "Villae" es el nombre para fincas romanas que contaban con numerosos prados y campos utilizados para el cultivo de alimentos de uso personal y para el ejército romano."

## Puntos de interés
- Bosque aluvial del Rin y sendero natural